# Girl Talk
Greg Michael Gillis (né le 26 octobre 1981 à Pittsburgh), plus connu sous le pseudonyme de Girl Talk, est un musicien américain de musique électronique, spécialisé dans les mashups et l'usage intensif des samples.

## Biographie
Gillis commence à s'intéresser au DJing durant sa scolarité à Bridgeville dans la banlieue de Pittsburgh. Après différents projets collaboratifs il commence le projet solo Girl Talk alors qu'il étudie le génie biomédical à l'Université Case Western Reserve, à Cleveland. Il travaillera par la suite en tant qu'ingénieur, mais délaisse cette activité en 2007 pour se consacrer uniquement à la musique.
Girl Talk produit des mashups dans lesquels il inclut de très nombreux samples - parfois sans autorisation, ce qui conduira le New York Times Magazine à dire de ses productions qu'elles sont « un procès en attente » (« a lawsuit waiting to happen »), critique que Gillis rejette comme étant celle d'un média mainstream voulant créer des controverses là où il n'y en a pas ; il cite par ailleurs les règles de fair use pour légitimer sa pratique du sampling.
En 2008, Girl Talk participe au film documentaire RiP! : A remix manifesto.
Pour projets, Gillis envisage de créer un morceau original, au lieu d'albums constitués uniquement de mashups de morceaux d'autres musiciens. Le cinquième album de Girl Talk, All Day, sort le 15 novembre 2010 - téléchargeable gratuitement sur le site du label Illegal Art ; Gillis commence alors à Pittsburgh une tournée promotionnelle américaine. Depuis, Gillis réalise sa musique sous licence Creative Commons, les fans peuvent donc l'employer légalement dans des œuvres dérivées - notamment des collages vidéos utilisant les clips des musiques originales samplées par Gillis. En 2011 le réalisateur Jakob Krupnick choisit l'entier de l'album All Day comme bande son du film Girl Walk//All Day.
Après le succès de l'album Feed the Animals, que les internautes pouvaient acquérir au prix de leur choix, Gillis a fait en sorte que tous ses autres albums puissent être achetés de cette façon via le site du label Illegal Art.

## Récompenses
En 2007, Girl Talk a reçu un Rave Award du magazine Wired.
Feed the Animals a été classé quatrième dans le Top 10 Albums of 2008 du Time. Le magazine américain Rolling Stone a donné quatre étoiles à ce même album et l'a classé vingt-quatrième de son top 50 des albums de 2008. Blender l'a désigné deuxième meilleur album de 2008, et les auditeurs de la NPR l'ont classé seizième meilleur album de l'année.
La ville de Pittsburgh, dont vient Gillis, a nommé le 7 décembre 2010 « Gregg Gillis Day ».

## Discographie
Albums
- Secret Diary (2002, Illegal Art)
- Unstoppable (2004, Illegal Art)
- Night Ripper (2006, Illegal Art)
- Feed the Animals (2008, Illegal Art)
- All Day  (2010, Illegal Art)

EP
- Stop Cleveland Hate (2004, 12 apostles)
- Bone Hard Zaggin (2006, 333 recordings)
- Broken Ankles (avec Freeway) (2014)

Apparition dans des compilations
- bricolage #1 (Illegal Art) - "Killing a Material Girl" – 3:37
- Illegal Art 2007 Sampler (Illegal Art) - "Let's Run This"
- Circuits of Steel (SSS) (2003) - "On Nesbit"
- Ministry of Shit (Spasticated) - "Let's Run This"
- Love and Circuits (Cardboard Records) - "All of the Other Songs Remixed"

## Source
- (en) Cet article est partiellement ou en totalité issu de l’article de Wikipédia en anglais intitulé « Girl Talk (musician) » (voir la liste des auteurs).